# Клаус Шваб
Клаус Мартін Шваб (нім. Klaus Martin Schwab; нар. 30 березня 1938, Равенсбург, Німеччина) — швейцарський економіст, засновник і експрезидент Всесвітнього економічного форуму в Давосі.

## Біографія
Виріс в Равенсбурзі. Він навчався в гімназії. Його батько був директором фабрики.
Навчався в Швейцарській вищій технічній школі Цюриха, вивчав машинобудування. Після закінчення вищої школи, Шваб отримав диплом інженера.
У 1965 став доктором технічних наук (Dr. sc. Techn.). Шваб також вчився в університеті швейцарського міста Фрібура, де він вивчав економіку промисловості.
У 1967 отримав ступінь доктора економіки (Dr. rer. Pol.). Шваб також закінчив Гарвардський університет і отримав ступінь магістра (Master of Public Administration).
З 1971 по 2002 був професором в університеті Женеви.
У 1971 організував Європейську конференцію менеджменту, на якій обговорювалися і просувалися новітні концепції економічного розвитку.
З 1979 почав видавати щорічник «Global Competitiveness Report», в якому друкувалися статті про економіку, конкуренцію і досвіди підприємництва у всьому світі. Шваб засновує фонд, який стає об'єднавчою платформою для обговорення глобальних проблем провідними політиками, економістами та інтелектуалами.
У 1987 це об'єднання було названо — Всесвітній економічний форум (World Economic Forum).
У 1998 спільно зі своєю дружиною Клаус Шваб засновує фонд «Schwab Foundation for Social Entrepreneurship», в 2004 засновує фонд «Форум молодих лідерів глобалізації» (The Forum of Young Global Leaders).
Клаус Шваб є членом безлічі опікунських рад і рад директорів різних підприємств. Він удостоєний безлічі державних нагород і є почесним професором багатьох університетів.

## Сім'я
Клаус Шваб одружений з 1971, має двох дітей. Він живе в передмісті Женеви.